# Abuk e Garang
Secondo la mitologia del popolo sudanese dei dinka furono Abuk e Garang i primi esseri umani sulla terra.

## Nel mito
I due all'origine non avevano vita, erano soltanto due forme ricavate dalla terracotta. Esse inizialmente si trovavano dentro un vaso, ma al momento della sua apertura uscirono fuori e iniziarono a vivere. Il Dio del cielo dei dinka volle concedere ai due esseri un chicco di grano al giorno, questo non fu sufficiente ad Abuk che decise di prenderne più di quanto offertogli, da quel momento il dio offeso non donò più nulla.

## Iconografia
Abuk, il cui simbolo è un serpente, protegge le donne.